# Royal Small Arms Factory
A Royal Small Arms Factory (RSAF) era uma fábrica de rifles de propriedade do governo do Reino Unido no bairro londrino de Enfield, em uma área geralmente conhecida como "Lea Valley". A fábrica produziu rifles, mosquetes e espadas militares britânicos a partir de 1816. Fechou as portas em 1988, mas parte de sua produção foi transferida para outros locais.

## Histórico
A RSAF' teve suas origens em uma Fábrica Real de Armas de Pequeno Porte de curta duração estabelecida em Lewisham em 1807. (O local em Lewisham era uma fábrica onde armaduras eram feitas desde o século XIV; após sua compra por Henrique VIII em 1530, tornou-se conhecido como "Royal Armory Mills" e fabricou a armadura Greenwich) Durante as Guerras Napoleônicas, a crescente demanda por grandes quantidades de armas confiáveis "Board of Ordnance" a estudar a construção de uma nova fábrica em um local maior.